# 阿尼帕汉山猪笼草
阿尼帕汉山猪笼草（N. sp. Anipahan）是菲律宾巴拉望岛中部阿尼帕汉山（Mount Anipahan）特有的尚未描述的热带食虫植物。其生长于海拔1200米至1400米处。与莱昂纳多猪笼草（N. leonardoi）之间存在着极其密切的近缘关系，很可能为同一个物种。